# Cryptocephalus androgyne pelleti
Cryptocephalus androgyne pelleti é uma subespécie de insetos coleópteros polífagos pertencente à família Chrysomelidae.
A autoridade científica da subespécie é Marseul, tendo sido descrita no ano de 1875.
Trata-se de uma subespécie presente no território português.